# 克里斯·博伊德
基斯·保特（英語：Kris Boyd，1983年8月18日—）出生於蘇格蘭北艾尔郡新市鎮歐文，是一名足球運動員，司職中鋒。
保特在南艾尔郡鄉村塔伯尔顿成長，於基爾馬諾克出道，在2006年1月轉投格拉斯哥流浪，加盟後每一個球季均成為球隊首席射手，更是現時蘇超歷來最高入球員，合共射入162球。在為蘇格蘭U21及蘇格蘭B隊上陣數場後，保特於2006年成為大國腳，為國家隊上陣18場及射入7球。

## 生平

### 早年
保特在鄰近艾爾（Ayr）的鄉村塔伯尔顿長大，自小便是一名格拉斯哥流浪球迷，並曾參加格拉斯哥流浪數場試訓賽事，但最終選擇加盟離家僅10英哩的基爾馬諾克青年球員發展計畫，當時保特年僅12歲。

### 球會
基爾馬諾克
保特於1999年8月25日與基爾馬諾克簽署職業球員合約，並於2000/01年球季煞科日對些路迪後補上陣作處子秀，翌季在麥考伊斯特及科卡德相繼退役離隊後，保特得以在一隊陣中佔一席位，合共上陣32場及射入4球。2002/03年球季保特上陣40場及射入12球，更獲選為球隊年度最佳青年球員。翌季他同樣在40場賽事中射入15球。2004年9月25日基爾馬諾克主場5-2擊敗登地聯，保特包辦球隊全部5個入球，追平米拿一場入5球的蘇超單場個人最高入球紀錄；2004/05年球季他在35場賽事射入19球。
2005/06年球季保特繼續表現出色，更吸引英冠球會卡迪夫城向他招手，出價50萬英鎊求購將於季後約滿的保特，獲得基爾馬諾克接納，在通過體測後因私人條件不合而拉倒。
格拉斯哥流浪
一直盛傳保特會在1月份轉會窗離隊，2005年12月22日格拉斯哥流浪擊退另一支英冠球會錫周三獲得保特加盟，新合約於2006年1月1日正式生效，他放棄合約條款上4萬英鎊簽字費的半數，回饋一手訓練自己出身的基爾馬諾克青年球員發展基金。
2006年1月7日保特首次披上格拉斯哥流浪戰袍在蘇格蘭足總盃第三圈出戰彼德赫德，個人大演帽子戲法協助球隊大勝5-0，在往後半季他為格拉斯哥流浪上陣21場及射入20球，連同上半季為基爾馬諾克射入17球，整季合共射入37球，使他一季內同時為成兩間球會的首席射手，亦順理成章以32個聯賽入球登上蘇超神射手寶座。季後格拉斯哥流浪隨即與他續約多一年至2010年屆滿。
2007年1月2日保特捲入爭議風波，他在射入十二碼作客1-0擊敗馬瑟韋爾，於入球後舉起6隻手指，支持因與領隊勒岡鬧對抗，而被剝奪隊長職責及雪藏，穿著"6"號球衣的費格遜，勒岡於數日後離職，並由當時任教蘇格蘭國家隊的史密斯接替。5月5日對些路迪保特首開紀錄，是他首次射入對方大門兼個人第100個蘇超入球，球季結束保特為格拉斯哥流浪在各項賽事合共射入26球，並以20個聯賽入球蟬聯蘇超神射手。
翌季在2007年9月26日，保特在蘇格蘭聯賽盃第三圈對東法夫時射入他加盟格拉斯哥流浪在各項賽事的第50及51球，於首次披甲後627日達成，是格拉斯哥流浪僅次於弗斯特第二快射入50球的球員。2008年3月16日保特贏得球員生涯首個錦標，於聯賽盃決賽擊敗登地聯後捧盃，他包辦這場決賽格拉斯哥流浪的兩個入球與對手踢成2-2平手，並在互射十二碼射入決勝球以3-2獲得勝利。他亦在蘇格蘭足總盃決賽梅開二度協助球隊以3-2擊敗南部皇后奪得盃賽雙料冠軍。這個球季保特射入25球，以14個聯賽入球排於蘇超射手榜第3位。
2009年1月份轉會窗有傳聞保特將會加盟英冠球會伯明翰城，重投前格拉斯哥流浪領隊麥克萊什麾下，格拉斯哥流浪接納對方近400萬英鎊的出價，但再一次保特以私人條件不合而留隊沒有南下。2008/09年球季保特首次贏得蘇超冠軍錦標，同時再獲得一面蘇格蘭足總盃冠軍獎牌，他為格拉斯哥流浪在各項賽事射入31球，是加盟以來單季最高入球紀錄，使他獲得首次為球會首席神射手而設的「森姆·英格利殊碗」（Sam English Bowl），而他亦以27個聯賽入球第三度榮膺蘇超神射手。
2009年12月30日格拉斯哥流浪以7-1大勝登地聯，保特第二次單場射入5球，碰巧兩次對手均為登地聯，更使他超越拉松成為蘇超歷來入球最多的球員。2010年5月1日作客2-1擊敗，保特於開賽後僅兩分鐘先拔頭籌，射入個人第100個蘇超入球。
保特於2010年夏季約滿格拉斯哥流浪並拒絕簽署新約，他被傳與伯明翰城、纽卡斯尔联、米德尔斯堡以至土耳其球會卡塞利及特拉布宗拉上關係。
米杜士堡
雖然土耳其球會卡塞利提供週薪5萬英鎊意圖吸引保特加盟，但他選擇南下投效米杜士堡，簽約兩年。保特一直未能融入球隊，上陣29場僅射入6球，有傳於1月份轉會窗離隊，但沒有成事，惟在隊中失落正選席位。2011年3月8日獲外借到諾定咸森林直到球季結束，期間上陣10場取得6個入球，包括對布里斯托城及斯肯索普時梅開二度，協助森林取得升班附加賽資格，但於準決賽兩回合累計1-3負於史雲斯。
艾斯基沙希及波特兰伐木者
2011年7月8日保特轉投土超球會艾斯基沙希，轉會費沒有透露，簽約三年，與前隊友卡马拉再度合作。他於12月19日與球會中止合約。
2012年1月30日保特同意加盟美國職業足球大聯盟球會波特兰伐木者。

### 國家隊
保特曾代表蘇格蘭U21上陣8場及射入1球。
2006年5月11日保特首次代表蘇格蘭在麒麟盃上陣，以5-1擊敗保加利亞並梅開二度。他在國際賽的佳態一直維持到2008年歐洲國家盃外圍賽，在6-0擊敗法羅群島中入兩球及2-1擊敗格魯吉亞中入一球，為國家隊上陣6場射入5球。
在一場2010年世界盃外圍賽0-0賽和挪威的賽事，時任領隊貝利讓埃维鲁莫首次上陣而將保特留在後備席；2008年10月11日保特宣佈以後不再為貝利領導下的國家隊上陣，當被問及有關決定時，貝利稱保特需要『在格拉斯哥流浪隊中建立自己，但他仍沒有做到。』。2009年11月16日貝利在帶領國家隊14場僅取得3場勝仗後被辭退。在尼雲上場後，保特表示他「已準備及願意」再次為國家隊效力。他於2010年2月22日獲重召入伍備戰對捷克的友誼賽，於3月3日的賽事下半場後補上陣取得第16頂國際賽喼帽。
國際賽入球
| #  | 日期          | 場地             | 對賽球隊 | 入球 | 賽果 | 競賽                   |
| -- | ------------- | ---------------- | -------- | ---- | ---- | ---------------------- |
| 1. | 2006年5月11日 | 日本，神户市     | 保加利亚 | 1–0  | 5–1  | 麒麟盃                 |
| 2. | 2006年5月11日 | 日本，神户市     | 保加利亚 | 2–1  | 5–1  | 麒麟盃                 |
| 3. | 2006年9月2日  | 蘇格蘭，格拉斯哥 | 法罗群岛 | 3–0  | 6–0  | 2008年歐洲國家盃外圍賽 |
| 4. | 2006年9月2日  | 蘇格蘭，格拉斯哥 | 法罗群岛 | 5–0  | 6–0  | 2008年歐洲國家盃外圍賽 |
| 5. | 2007年3月24日 | 蘇格蘭，格拉斯哥 |          | 1–0  | 2–1  | 2008年歐洲國家盃外圍賽 |
| 6. | 2007年8月22日 | 蘇格蘭，阿伯丁   | 南非     | 1–0  | 1–0  | 友誼賽                 |
| 7. | 2007年9月8日  | 蘇格蘭，格拉斯哥 | 立陶宛   | 1–0  | 3–1  | 2008年歐洲國家盃外圍賽 |

## 踢球風格
保特是典型的「禁區殺手」球員，高入球率是其關鍵特徵，自從加盟格拉斯哥流浪後，他平均每3場賽事射入2球，有很多入球更是他於後補上陣時射入，使到他的場均入球比率更加驚人。保特喜歡逗留在禁區內與敵衛周旋，麥克萊什認為他的入球能力可以媲美麥考伊斯特。
但當他沒法取得入球時，其對球隊的整體貢獻常被質疑，格拉斯哥流浪領隊史密斯由於其對球隊的團隊演出缺乏貢獻而間中棄用他，在史密夫慣常採用的4-5-1陣式，保特並非單箭頭的合適人選。球評家亦指出，他的風格依賴隊中其他隊友的良好支援，如在早年格拉斯哥流浪財雄勢大時，可負擔聘用高質球員支援前線球員，保特的演出容或更具效率。

## 榮譽
格拉斯哥流浪
- 蘇格蘭超級聯賽（1）：2008/09年；
- 蘇格蘭足總盃（2）：2008年、2009年；
- 蘇格蘭聯賽盃（2）：2008年、2010年；

個人
- 蘇超神射手（3）：2005/06年、2006/07年、2008/09年；
- 蘇超每月最佳球員（3）：2005年11月、2006年1月、2009年12月[53]

## 外部連結
- 足球数据库：基斯·保特的球员统计数据